# Договорът в куфарчето (2010)
„Договорът в куфарчето“ (Money in the Bank, Money in the Bank ) е турнир на Световната федерация по кеч.
Турнирът е pay-per-view и се провежда на 18 юли 2013 г. на „Спринт Център“.